# Microhyla nanapollexa
Microhyla nanapollexa és una espècie de granota que viu al Vietnam.